# Bandera de Ribadesella
La bandera de Ribadesella (Asturias) es rectangular, de un largo equivalente a 3/2 el ancho. Dividida horizontalmente en dos franjas de igual tamaño, azul la superior y blanca la inferior. Lleva el escudo del concejo en el centro.
- Datos: Q5483315